# Graphium ramaceus
Graphium ramaceus är en fjärilsart som först beskrevs av John Obadiah Westwood 1872.  Graphium ramaceus ingår i släktet Graphium och familjen riddarfjärilar. Inga underarter finns listade i Catalogue of Life.

## Bildgalleri

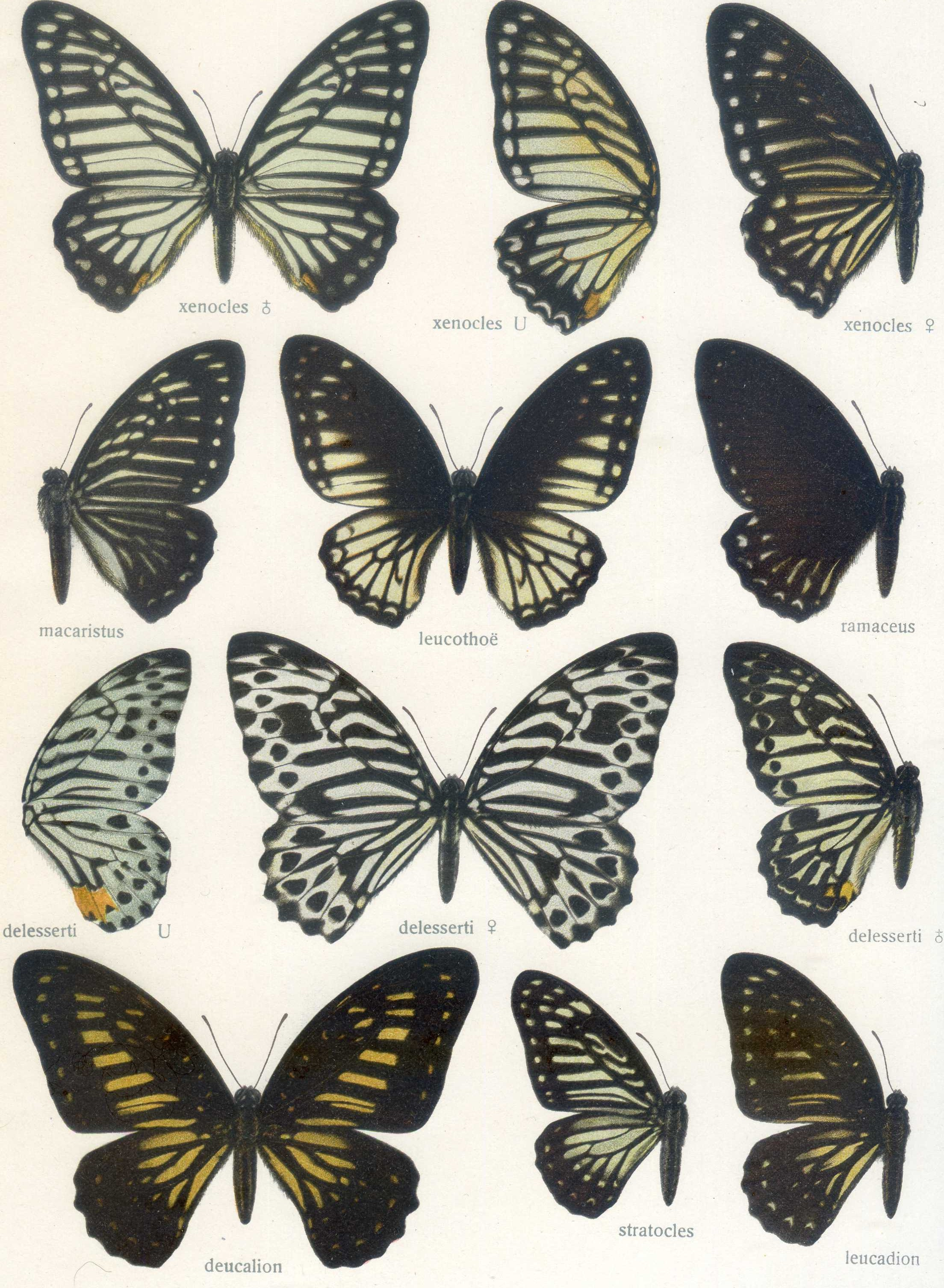